# Dominion 6.9 in Osaka-jo Hall
Dominion 6.9 in Osaka-jo Hall – gala wrestlingu wyprodukowana przez federację New Japan Pro-Wrestling (NJPW). Odbyła się 9 czerwca 2018 w Osaka-jo Hall w Osace w Japonii. Emisja była przeprowadzana na żywo za pośrednictwem NJPW World. Była to dziesiąta gala w chronologii cyklu NJPW Dominion oraz czwarta z rzędu produkowana w Osaka-jo Hall.
W walce wieczoru Kenny Omega pokonał Kazuchikę Okadę w two out of three falls matchu bez limitu czasowego z wynikiem 2-1 i po raz pierwszy w karierze zdobył IWGP Heavyweight Championship. Ponadto Chris Jericho pokonał Tetsuyę Naito i wygrał IWGP Intercontinental Championship, a także zwycięzca turnieju Best of the Super Juniors 2018 Hiromu Takahashi wygrał walkę z Willem Ospreayem i odebrał mu IWGP Junior Heavyweight Championship.

## Produkcja
Dominion 6.9 in Osaka-jo Hall oferowało walki profesjonalnego wrestlingu z udziałem wrestlerów biorących udział w oskryptowanych rywalizacjach (storyline’ach) prowadzonych podczas gal i konferencji prasowych federacji NJPW. Wrestlerzy są przedstawieni jako heele (negatywni, źli zawodnicy i najczęściej wrogowie publiki) i face’owie (pozytywni, dobrzy i najczęściej ulubieńcy publiki), którzy rywalizują pomiędzy sobą w seriach walk mających budować napięcie. Kulminacją rywalizacji jest walka wrestlerska lub ich seria.
Organizacja gali została oficjalnie ogłoszona 4 stycznia 2018 podczas gali Wrestle Kingdom 12. Jest ona największym wydarzeniem pomiędzy styczniowym Wrestle Kingdom, a wakacyjnym turniejem G1 Climax. Gala była emitowana w serwisie NJPW World z japońskim i angielskim komentarzem.

### Rywalizacje
14 sierpnia 2016, Kenny Omega pokonał Hirookiego Goto i wygrał finał turnieju G1 Climax 2016, dzięki czemu uzyskał możliwość walki o IWGP Heavyweight Championship na gali Wrestle Kingdom 11. W styczniu przyszłego roku Kazuchika Okada pokonał Omegę i obronił tytuł w wielce docenianym przez krytyków i fanów pojedynku. W maju podczas gali Wrestling Dontaku, po tym jak obronił tytuł w walce z Bad Luck Fale, Okada wybrał Omegę jako swojego przeciwnika podczas gali Dominion 6.11 in Osaka-jo Hall. Podczas gali ich 60-minutowy pojedynek zakończył się remisem z powodu upływu czasu i Okada obronił tytuł. Dwa miesiące później podczas trwającego turnieju G1 Climax, Omega pokonał Okadę i dotarł do finału, lecz przegrał w nim z Tetsuyą Naito. Na gali Wrestling Dontaku 2018 po pokonaniu Hiroshiego Tanahashiego, Okada ponownie wyzwał Omegę do pojedynku na gali Dominion. Tym razem zasugerował, aby ich pojedynek był bez limitu czasowego. Omega zaakceptował wyzwanie i dodał, że chce, aby ich pojedynek był two out of three falls matchem.
Podczas styczniowej gali New Year Dash 2018, Chris Jericho zaatakował Tetsuyę Naito po jego pojedynku. Pomimo rozpoczęcia rywalizacji z Naito, Jericho nie pojawiał się regularnie na galach federacji NJPW. Zapytany przez fanów na Twitterze, Jericho oznajmiał, że zakończył wystąpienia w federacji. Na gali Wrestling Hinokuni Naito pokonał Minoru Suzukiego i zdobył IWGP Intercontinental Championship, zaś na gali Wrestling Dontaku Jericho powrócił do NJPW i ponownie zaatakował Naito. Kilka dni po gali zostało ogłoszone, że dwójka spotka się w pojedynku podczas gali Dominion.
Podczas jednej z gal Road to Wrestling Dontaku, Hirooki Goto skutecznie obronił NEVER Openweight Championship w starciu z Juicem Robinsonem. Po walce do ringu wkroczył Michael Elgin, który chciał wyzwać Goto do walki, lecz do ogłoszenia wyzwania dołączył Taichi. Ostatecznie ogłoszono, że podczas gali Dominion Goto będzie bronił tytułu w pojedynku z Elginem i Taichim w three-way matchu.
Na gali Honor Rising, The Young Bucks (Matt i Nick Jackson) ogłosili, że przejdą z dywizji junior heavyweight do dywizji heavyweight w NJPW. Podczas pierwszego dnia gali Wrestling Dontaku wyzwali posiadaczy IWGP Tag Team Championship Sanadę i Evila do pojedynku o ich tytuły na gali Dominion.
Podczas gali Wrestle Kingdom 12, Will Ospreay zdobył IWGP Junior Heavyweight Championship pokonując Marty'ego Scurlla, Kushidę i Hiromu Takahashiego w four-way matchu. Na gali The New Beginning in Osaka pokonał Takahashiego w singlowej walce i obronił tytuł. W maju Takahashi wygrał turniej Best of the Super Juniors 2018, dzięki czemu ponownie uzyskał miano pretendenta do tytułu Ospreaya na gali Dominion.
Podczas gali NJPW's 46th Anniversay Show, El Desperado i Yoshinobu Kanemaru pokonali Roppongi 3K (Sho i Yoh), a także Bushiego i Hiromu Takahashiego, dzięki czemu zdobyli tytuły IWGP Junior Heavyweight Tag Team Championship. Na kwietniowej gali Sakura Genesis pokonali obydwie drużyny w rewanżu i skutecznie obronili tytuły. W trakcie trwającego turnieju Best of the Super Juniors, Sho i Yoh zdołali pokonać panujących mistrzów, dzięki czemu otrzymali kolejną szansę na walkę z Desperado i Kanemaru o tytuły.
Na gali The New Beginning in Osaka zadebiutował Rey Mysterio Jr., który w nagranym wcześniej filmiku video wyzwał Jushina Thunder Ligera do walki na gali Strong Style Evolved. Ostatecznie Mysterio odniósł kontuzję i musiał wycofać się z walki, przez co nowym przeciwnikiem Ligera stał się Will Ospreay. Mysterio pojawił się podczas gali i ogłosił, że zmierzy się z Ligerem w przyszłości. 8 maja zostało ogłoszone przez NJPW, że Mysterio zawalczy podczas gali Dominion. Po walce w trakcie ostatniej gali turnieju Best of the Super Juniors, Scurll zaatakował Hiroshiego Tanahashiego, lecz na jego pomoc przybiegł Liger. Tego samego miesiąca ogłoszono, że podczas gali Dominion, Tanahashi, Liger i Mysterio zmierzą się z reprezentującymi zespół Bullet Club Codym, Hangmanem Pagem i Scurllem.
Podczas gali The New Beginning in Sapporo, Jay White pokonał Kenny'ego Omegę i odebrał od niego IWGP United States Heavyweight Championship. Na jednej z gal Road to Wrestling Dontaku obronił tytuł pokonując Davida Finlaya, zaś na drugiej gali Wrestling Dontaku, tuż po walce reprezentantów drużyn Chaos i Taguchi Japan, White próbował zaatakować Juice'a Robinsona. 5 czerwca ogłoszono, że na gali Dominion, White oraz Yoshi-Hashi zmierzą się z Robinsonem i Finlayem.
Podczas ostatniego dnia turnieju Best of the Super Juniors odbył się six-man tag team match, w którym reprezentujący grupę Chaos Tomohiro Ishii, Toru Yano i Yoshi-Hashi pokonali reprezentantów Suzuki-gun (Minoru Suzukiego, Takashiego Iizukę i Takę Michinoku). Po walce Ishii i Suzuki skonfrontowali się w ringu z powodu ich porażki. 5 czerwca ogłoszono, że Ishii i Yano zmierzą się z Suzukim i Zackiem Sabre Jr. na gali Dominion.

## Wyniki walk
| Nr                                 | Wyniki | Stypulacje                                                                 | Czas    |
| ---------------------------------- | --- | -------------------------------------------------------------------------- | ------- |
| 1                                  | Suzuki-gun (El Desperado i Yoshinobu Kanemaru) (c) pokonali Roppongi 3K (Sho i Yoh)                                          | Tag team match o IWGP Junior Heavyweight Tag Team Championship             | 9:29    |
| 2                                  | Taguchi Japan (Juice Robinson i David Finlay) pokonali Chaos (Jaya White'a i Yoshi-Hashiego)                                 | Tag team match                                                             | 7:26    |
| 3                                  | Suzuki-gun (Minoru Suzuki i Zack Sabre Jr.) pokonali Chaos (Tomohiro Ishiiego i Toru Yano)                                   | Tag team match                                                             | 8:42    |
| 4                                  | Michael Elgin pokonał Hirookiego Goto (c) i Taichiego                                                                        | Three-way match o NEVER Openweight Championship                            | 13:46   |
| 5                                  | The Young Bucks (Matt Jackson i Nick Jackson) pokonali Los Ingobernables de Japon (Sanadę i Evila) (c)                       | Tag team match o IWGP Tag Team Championship                                | 15:03   |
| 6                                  | Bullet Club (Cody, Hangman Page i Marty Scurll) pokonali Hiroshiego Tanahashiego, Jushina Thunder Ligera i Reya Mysterio Jr. | Six-man tag team match                                                     | 11:35   |
| 7                                  | Hiromu Takahashi pokonał Willa Ospreaya (c)                                                                                  | Singles match o IWGP Junior Heavyweight Championship                       | 20:20   |
| 8                                  | Chris Jericho pokonał Tetsuyę Naito (c)                                                                                      | Singles match o IWGP Intercontinental Championship                         | 17:16   |
| 9                                  | Kenny Omega pokonał Kazuchikę Okadę (c) z wynikiem 2-1                                                                       | No time limit two out of three falls match o IWGP Heavyweight Championship | 1:04:50 |
| (c) – mistrz/mistrzyni przed walką | |                                                                            |         |